# Прва савезна лига Југославије у фудбалу 1947/48.
Прва савезна лига Југославије била је највиши ранг фудбалског такмичења у Југославији 1947/48. године. То је двадесета сезона по реду у којој се организовало првенство Југославије у фудбалу. Првак је постао Динамо из Загреба, освојивши своју прву шампионску титулу, а из лиге су испала 3 тима, скопски Вардар, суботички Спартак и Сарајево.

## Учесници првенства
У фудбалком првенство Југославије у сезони 1947/48. је учествовало укупно 10 тимова, од којих су 4 са простора НР Србије, затим 3 из НР Хрватске и по 1 из НР Босне и Херцеговине, НР Македоније и Слободне територије Трста.
- Вардар, Скопље
- Динамо, Загреб
- Локомотива, Загреб
- Металац, Београд
- Партизан, Београд
- Понцијана, Трст
- Сарајево, Сарајево
- Спартак, Суботица
- Хајдук, Сплит
- Црвена звезда, Београд

## Табела
| Место | Клуб               | мечева | победа | нерешених | пораза | дати голови | примљени голови | гол разлика | бодова |
| ----- | ------------------ | ------ | ------ | --------- | ------ | ----------- | --------------- | ----------- | ------ |
| 1     | Динамо             | 18     | 14     | 1         | 3      | 56          | 20              | +36         | 29     |
| 2     | Хајдук             | 18     | 11     | 2         | 5      | 40          | 15              | +35         | 24     |
| 3     | Партизан           | 18     | 10     | 4         | 4      | 46          | 22              | +24         | 24     |
| 4     | Локомотива         | 18     | 7      | 5         | 6      | 21          | 18              | +3          | 19     |
| 5     | Црвена звезда      | 18     | 5      | 6         | 7      | 24          | 25              | -1          | 16     |
| 6     | Металац            | 18     | 4      | 8         | 6      | 16          | 24              | -8          | 16     |
| 7     | Понцијана          | 18     | 6      | 4         | 8      | 21          | 45              | -24         | 16     |
| 8     | Вардар             | 18     | 5      | 4         | 9      | 22          | 39              | -17         | 14     |
| 9     | Спартак            | 18     | 5      | 1         | 12     | 21          | 38              | -17         | 11     |
| 10    | Сарајево           | 18     | 2      | 7         | 9      | 19          | 40              | -21         | 11     |
| -     | Наша Крила Земун   | -      | -      | -         | -      | -           | -               | -           | -      |
| -     | Будућност Титоград | -      | -      | -         | -      | -           | -               | -           | -      |
| -     | Слога Нови Сад     | -      | -      | -         | -      | -           | -               | -           | -      |

Најбољи стрелац: Фрањо Велфл - Динамо Загреб - 22 гола

## Освајач лиге
ДИНАМО (тренер:Карл Мич)
играчи:
- Славко Арнери (6/0)
- Јосип Бабић (9/0)
- Звонимир Цимерманчић (18/11)
- Крешимир Пукшец (10)
- Жељко Чајковски (18/6)
- Иван Јазбиншек (9/0)
- Александар Бенко (9/4)
- Марко Јурић (12/0)
- Ратко Кацијан (16/2)
- Фрањо Велф (17/22)
- Драго Хорват (18/0)
- Иван Хорват (9/0)
- Бранко Плеше (18/2)
- Божидар Сенчар (7/4)
- Кирко Кокотовић (2/0)

| Првак Југославије у фудбалу 1947/48. |
| ------------------------------------ |
| Динамо 1. титула                     |